# Storthophorus levifrons
Storthophorus levifrons är en mångfotingart som beskrevs av Carl Graf Attems 1928. Storthophorus levifrons ingår i släktet Storthophorus och familjen Odontopygidae. Inga underarter finns listade i Catalogue of Life.